# Etiopi in Italia

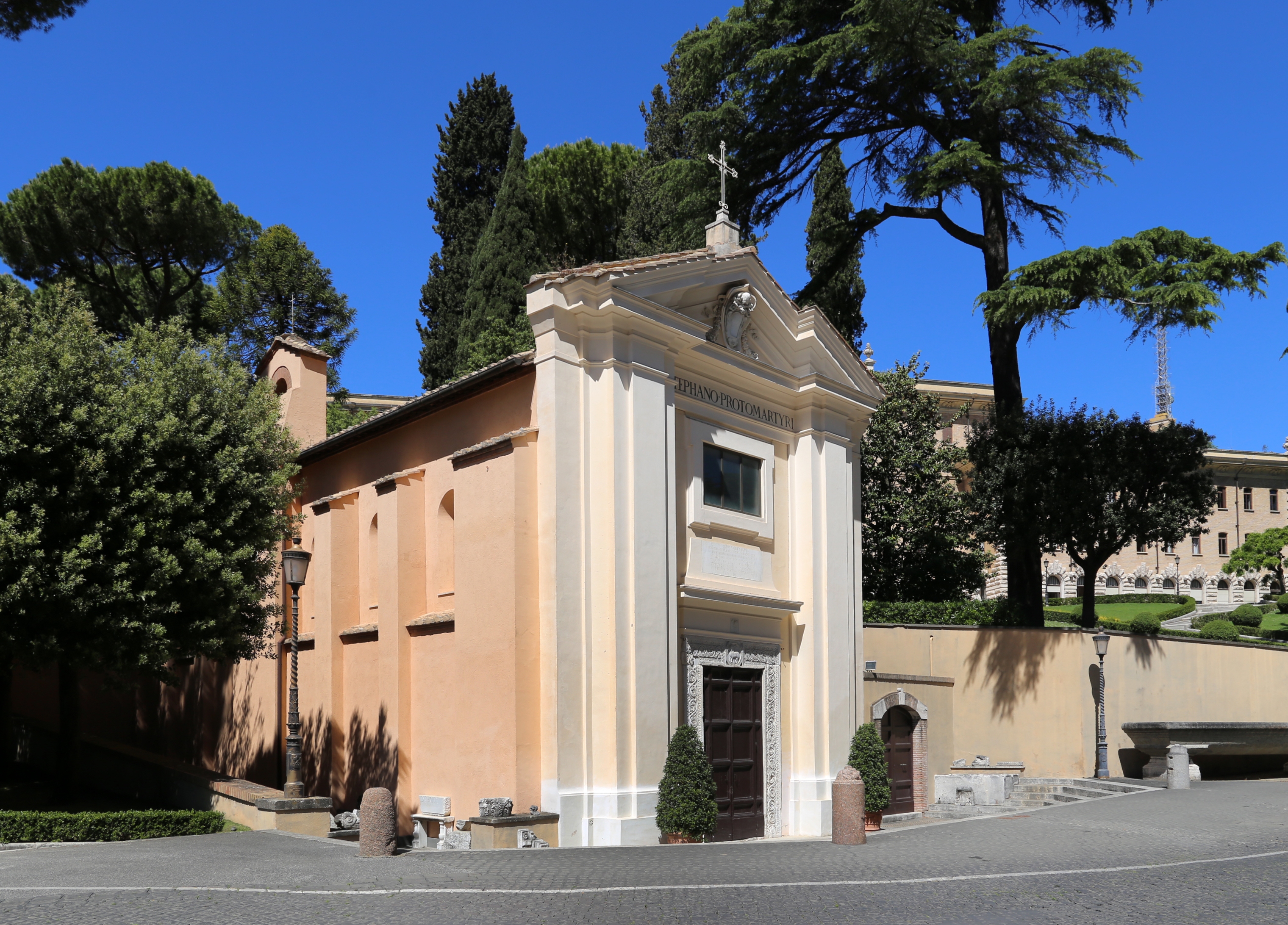
Chiesa di Santo Stefano degli Abissini in Vaticano, chiesa nazionale della comunità eritrea ed etiope di Roma

Gli etiopi in Italia sono una comunità migrante storicamente presente in Italia a partire dalla occupazione italiana Per etiopi si indificano anche gli eritrei prima del 1991 anno dell indipendenza e la nascita del giovane Stato, la maggior parte hanno acquisito la cittadinza italiana (etiopi-eritrei italiani) e non sono pertanto più incluse nelle statistiche demografiche. 

Le città con il maggior numero di etiopi residenti in Italia sono: Roma (1.926), Milano (598) e Parma (295).

## Storia
A partire dal XV secolo si è stabilita a Roma una comunità cattolica il cui centro era la Chiesa di Santo Stefano degli Abissini  in Vaticano.
Gli etiopi in Italia erano 6.897 nel 2020. Mentre la presenza storica è legata alla formazione dei sacerdoti presso il Collegio etiopico, l'immigrazione etiope contemporanea è piuttosto femminilizzata e legata al mercato del lavoro domestico. Si tratta di un flusso migratorio contenuto e costante.
Le richieste d'asilo in Italia di cittadini etiopi restano limitate rispetto al totale (2.155 nel 2015). Di queste, l'85% ha ottenuto un permesso di soggiorno per protezione internazionale o umanitaria.
L'Italia è inoltre punto di passaggio per profughi etiopi diretti verso il Nord Europa (Regno Unito e Svezia). Spesso, per via dei Regolamenti Dublino, tali richiedenti asilo sono poi rimandati indietro verso l'Italia.
A Roma la comunità etiope (così come quella eritrea) è concentrata in zona stazione Termini: via Milazzo e via dei Mille, via Volturno e via Montebello.

## Demografia
Etiopi in Italia

## Associazioni
- Associazione della comunità etiopica a Roma